# Tina Charles (cantante)
Tina Charles, nome d'arte di Tina Fancourt Hoskins (Londra, 10 marzo 1954), è una cantante disco britannica.

## Biografia
Nata a Whitechapel, un quartiere di Londra, Tina Charles ha iniziato la sua carriera come seconda voce e come turnista.
La cantante è arrivata al successo nel 1975 con il singolo I Love to Love (but My Baby Loves to Dance), che ha raggiunto la prima posizione nella classifica britannica rimanendovi quindi per tre settimane.
Nel 1975 ha formato, assieme a Martin Jay, il gruppo 5000 Volts che scalerà le classifiche di diversi paesi con il singolo I'm On Fire. Ha lasciato il gruppo poco dopo, per un contrasto con la casa discografica.
Con i singoli Love Me Like a Lover, Dr Love, Rendezvous e Love Bug ha ottenuto altri ottimi riscontri in tutta Europa.
Dopo un calo di popolarità, dovuto al declino della disco music, Tina Charles ha conosciuto un clamoroso rilancio nel 1987, grazie all'ottimo remix di I love to love, curato da The DMC. In seguito ha inciso diversi singoli.

## Vita privata
Il suo primo marito è stato Bernard Webb, dal quale ha poi divorziato. Col secondo, Tetoo Hassan, è rimasta sposata per molti anni fino alla morte di lui, causata da un cancro. Passata quindi a nuove nozze con David Fancourt, attualmente vive con lui nel Surrey. Ha un figlio, Max, nato dal matrimonio con Webb.

## Discografia

### Album in studio
- 1973 - Tina Sings
- 1976 - I Love to Love
- 1976 - Dance Little Lady
- 1977 - Rendezvous
- 1977 - Heart 'N' Soul
- 1978 - Just One Smile
- 1993 - World of Emotions
- 2004 - Foundation of Love
- 2008 - Listen 2 the Music

#### Raccolte
- 1978 - Greatest Hits
- 1987 - I Love to Love - Greatest Hits
- 1998 - I Love to Love - The Best Of

### EP
- 1994 - Only Tonight

### Singoli
- 1969 - Nothing in the World
- 1969 - In the Middle of the Day
- 1969 - Good to Be Alive
- 1970 - Bo-Bo's Party
- 1971 - Baby Don't You Know Anymore
- 1972 - There's No Stopping Us Now
- 1974 - One Broken Heart for Sale
- 1975 - You Set My Heart On Fire
- 1976 - I Love to Love (but My Baby Loves to Dance)
- 1976 - Love Me like a Lover
- 1976 - Dance Little Lady Dance
- 1976 - Dr. Love
- 1977 - Rendezvous
- 1977 - Fallin' in Love in the Summertime
- 1977 - Love Bug - Sweets for My Sweet (Medley)
- 1978 - I'll Go Where Your Music Takes Me
- 1978 - Love Rocks
- 1978 - Fire Down Below
- 1978 - Makin' All the Rights Moves
- 1979 - Boogie 'Round the Clock
- 1980 - Just One Smile
- 1980 - I'm Just as Bad as You
- 1980 - Rollin'
- 1980 - Turn Back the Hands of Time
- 1984 - Love Hunger
- 1986 - I Love to Love (remix)
- 1986 - Second Time Around
- 1987 - Dance Little Lady '87
- 1987 - I'll Go Where the Music Takes Me '87 (remix)
- 1988 - You Set My Heart on Fire (remix)
- 1989 - Go to Work on My Love
- 1993 - World of Emotion
- 2004 - I Love to Love (Latin remix)
- 2006 - Higher
- 2009 - All Comes Back to You
- 2011 - Your Love Is My Light